# 人魚の烙印
人魚の烙印（にんぎょのらくいん）は、2000年8月3日にNECインターチャネルから発売（製作元はハイウェイスター）されたホラー系アドベンチャーゲーム（ロールプレイングゲーム・シミュレーションゲーム的な要素もある）である。
対応機種はプレイステーション。定価は6,090円。シナリオにはクトゥルフ神話のダゴンのエピソードから影響を受けている要素が見られる。なお、キャラクターボイスは付いていない。

## あらすじ
高校の卒業旅行に出かけた館林圭輔と恋人の中山美月（二人の名前と愛称の変更は可能）が、乗っていた飛行機の墜落事故に巻き込まれてしまう。飛行機はある島に落下して大破するが圭輔たちと他数人の乗客だけは奇跡的に軽傷で脱出出来た。だが、その島の名前は「魚返島」といい、軍事衛星をもってしてもその存在を確認する事は不可能であると言われている島であった。しかも、そこは古くから邪教集団によって支配されており、美月はその信者に拉致されてしまう。圭輔は乗客仲間や邪教集団と対立する住民の助けを得て美月を救出に成功する。だが、邪教集団によって呪いの薬を飲まされた美月の身体は次第に変貌していく。そして、ついにその事を圭輔に気付かれて「私を殺して！」と叫ぶ美月、そして美月を奪還すべく邪教集団が襲撃を仕掛けてきたその時、美月の身体は覚醒して人魚（ゲーム中の設定では水妖・魚人に近い姿）へと変貌を遂げてしまった。恋人の変貌を目の当たりにした圭輔の選択とは？

## 登場人物
館林圭輔
本作主人公。美月とは幼馴染み。常に美月のことを第一に考えて行動する。島内で、正当防衛とはいえ人を殺してしまったことに愕然とする。
中山美月
本作のヒロイン。文武両道の才女。邪教集団に拉致され、異形の姿に変貌してしまう。
海藤玲司
墜落した旅客機の生き残りの１人。寡黙で、頬に傷跡がある。複数の銃器を所持していたり、かつては武器密輸船の船長であったりと素性の怪しい人物。以前にも旅客機の墜落事故で魚返島に漂着したことがあり、その時に最愛の人を亡くした。
実は裏世界の大物で、島を脱出後マフィア同士の抗争に巻き込まれ死亡するが、その死因に疑問が残る。
ハワード・カーター
医者。墜落した旅客機の生き残りの１人。口が悪く、拳闘には自信がある模様。医者としての腕は確か。玲司と同じく過去にも魚返島に漂着したことがある。島を脱出後は発展途上国に診療所を開く。
ステイシア・w・ココ
愛称ステーシー。大学生で、考古学の調査のため、そして魚返島で行方不明になった祖父の行方を探すために魚返島を訪れる。が、邪教集団に襲われ血まみれになって十字架に貼り付けにされてしまう。島からの生還後、博士号を取得する。なお、彼女の祖父は魚返島の散策中、間欠泉で炭化した遺体となって発見された。
タケル
東バハルナ地区のリーダー。島の住人だが邪教を崇拝する集団とは対立しており、圭輔たちの脱出に協力する。孤独を好む。島を離れた後は日本国籍を取得、その後アメリカに渡り、消息が途絶える。
キリウ
東バハルナ地区の巫女。タケルに好意を抱いている少女。自分を一時的に怪物化する呪を扱える（ただし、彼女固有の能力ではなく、呪文さえ知っていれば島の住人は誰でも同じような力が使える）。
クロウ
東バハルナ地区の戦士。幼い頃に両親を邪教集団に殺害される。圭輔たち島の外の人間との違いに悩む。
篠原博士
島の邪神について研究している学者。どういう訳か彼の著書がおよそ100年前に出版されている。表向きは美月が元の姿に戻る為に手を貸すが、その裏で自身が魚返島の全てを支配しようと企む。さまざまなバハルナ秘術が扱える。
マエラカ
邪教集団の巫女。美月をさらい、魚人化させた張本人。高度なバハルナ秘術を会得しており、その力で島のトップに君臨する。
アークレット
ゴキブリの体をもつ少女。子供を道具として扱い、美月を化け物と罵るなど非常に残酷で惨忍な性格。数百年以上邪神につかえている巫女。